# Ștefan Radu
Ștefan Daniel Radu (ur. 22 października 1986 w Bukareszcie) – rumuński piłkarz, który grał na pozycji środkowego lub lewego obrońcy. W latach 2006-2013 reprezentant Rumunii. Wieloletni zawodnik włoskiego S.S. Lazio. 

## Kariera klubowa
Radu urodził się w Bukareszcie i tam też rozpoczął karierę sportową w klubie FC Dinamo Bukareszt. Początkowo występował w drugoligowych rezerwach, ale w 2005 roku został włączony do kadry pierwszej drużyny przez trenera Ioana Andone. 27 kwietnia zadebiutował w pierwszej lidze w wygranym 3:0 spotkaniu z FCM Bacău. Do końca sezonu rozegrał 3 mecze i został wicemistrzem Rumunii. Natomiast w sezonie 2005/2006 zaliczył 8 spotkań, a także kolejnych 11 w rezerwach Dinama. Bukareszteński klub zajął 3. miejsce w lidze. W sezonie 2006/2007 Radu był już podstawowym zawodnikiem zespołu. Wywalczył mistrzostwo Rumunii, a w Pucharze UEFA dotarł do 1/16 finału (w pucharze zdobył jednego gola). Latem 2007 wystąpił w nieudanych dla Dinama eliminacjach do Ligi Mistrzów.
Na początku 2008 roku Radu został wypożyczono do włoskiego S.S. Lazio. W rzymskiej drużynie zadebiutował 3 lutego w wygranym 2:1 domowym meczu z Sampdorią. Następnie Lazio wykupiło rumuńskiego zawodnika na stałe.
| Sezon   | Klub                | Kraj    | Rozgrywki | Mecze | Bramki |
| ------- | ------------------- | ------- | --------- | ----- | ------ |
| 2004/05 | FC Dinamo Bukareszt | Rumunia | Divizia A | 2     | 0      |
| 2004/05 | Dinamo II Bukareszt | Rumunia | Divizia B | 7     | 0      |
| 2005/06 | FC Dinamo Bukareszt | Rumunia | Divizia A | 8     | 0      |
| 2005/06 | Dinamo II Bukareszt | Rumunia | Divizia B | 11    | 0      |
| 2006/07 | FC Dinamo Bukareszt | Rumunia | Divizia A | 32    | 0      |
| 2007/08 | FC Dinamo Bukareszt | Rumunia | Divizia A | 19    | 0      |
| 2007/08 | S.S. Lazio          | Włochy  | Serie A   | 11    | 0      |
| 2008/09 | S.S. Lazio          | Włochy  | Serie A   | 19    | 0      |
| 2009/10 | S.S. Lazio          | Włochy  | Serie A   | 28    | 0      |
| 2010/11 | S.S. Lazio          | Włochy  | Serie A   | 26    | 0      |
| 2011/12 | S.S. Lazio          | Włochy  | Serie A   | 21    | 0      |
| 2012/13 | S.S. Lazio          | Włochy  | Serie A   | 23    | 1      |
| 2013/14 | S.S. Lazio          | Włochy  | Serie A   | 25    | 1      |
| 2014/15 | S.S. Lazio          | Włochy  | Serie A   | 24    | 0      |
| 2015/16 | S.S. Lazio          | Włochy  | Serie A   | 13    | 0      |
| 2016/17 | S.S. Lazio          | Włochy  | Serie A   | 29    | 2      |
| 2017/18 | S.S. Lazio          | Włochy  | Serie A   | 31    | 0      |
| 2018/19 | S.S. Lazio          | Włochy  | Serie A   | 27    | 0      |

## Kariera reprezentacyjna
W reprezentacji Rumunii Radu zadebiutował 15 listopada 2006 roku w wygranym 1:0 meczu z Hiszpanią. Wcześniej grał w drużynie U-21. W barwach kadry A występował w eliminacjach do Euro 2008.

## Sukcesy

### Klub

#### Dinamo Bukareszt
- Mistrzostwo Rumunii: 2007
- Puchar Rumunii: 2005

#### Lazio
- Puchar Włoch: 2009, 2013, 2019
- Superpuchar Włoch: 2009, 2017